# Exército Real das Índias Orientais Holandesas

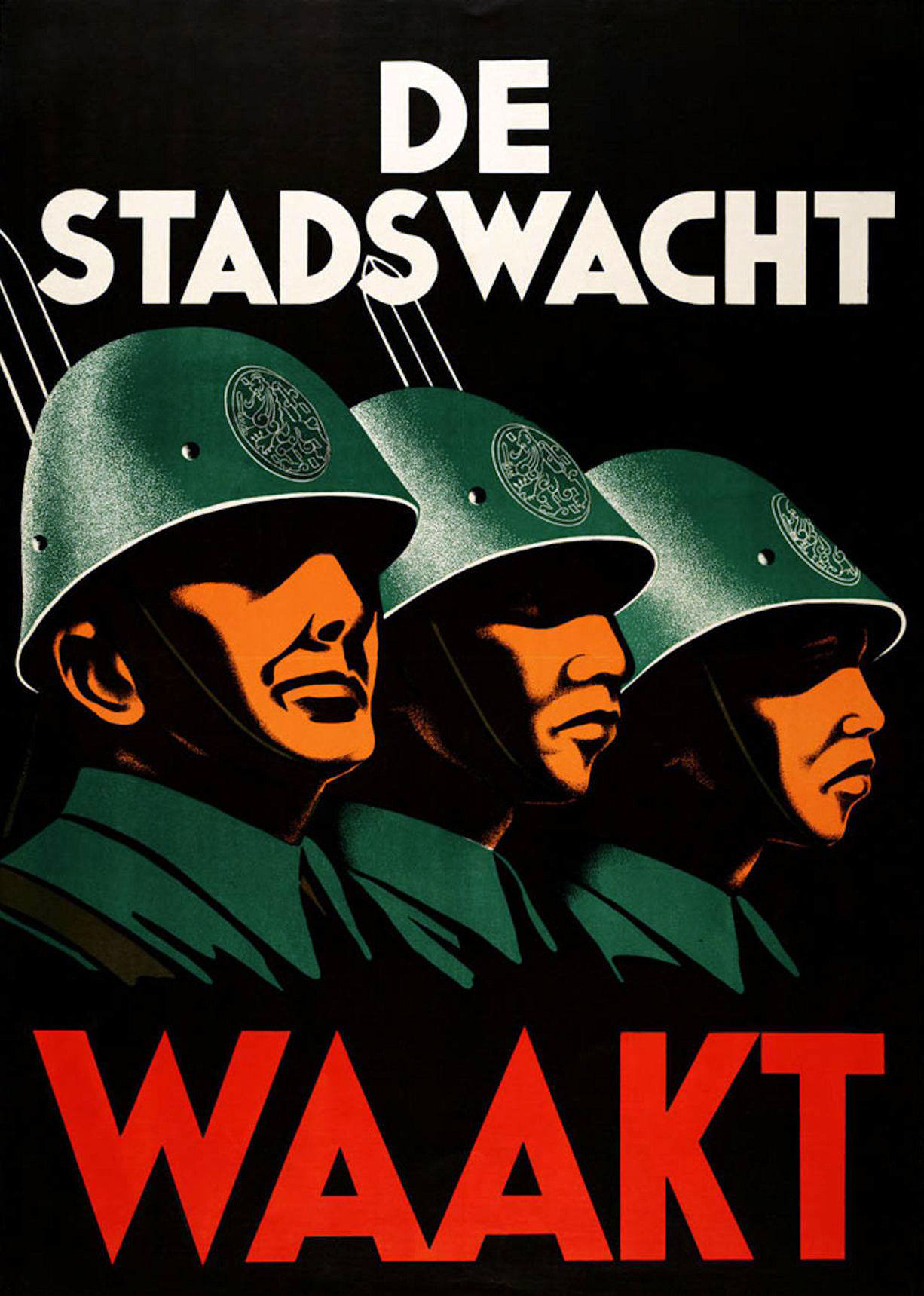
Pôster da Guarda Nacional (1941)

O Exército Real das Índias Orientais Holandesas (holandês: Koninklijk Nederlands Indisch Leger (KNIL)) foi a força militar mantida pelo Reino dos Países Baixos em sua colônia das Índias Orientais Holandesas, em áreas que agora fazem parte do Indonésia. O braço aéreo do KNIL era a Força Aérea do Exército Real das Índias Orientais Holandesas. Elementos da Marinha Real Holandesa e da Marinha do Governo também estavam estacionados nas Índias Orientais Holandesas.

## Histórico

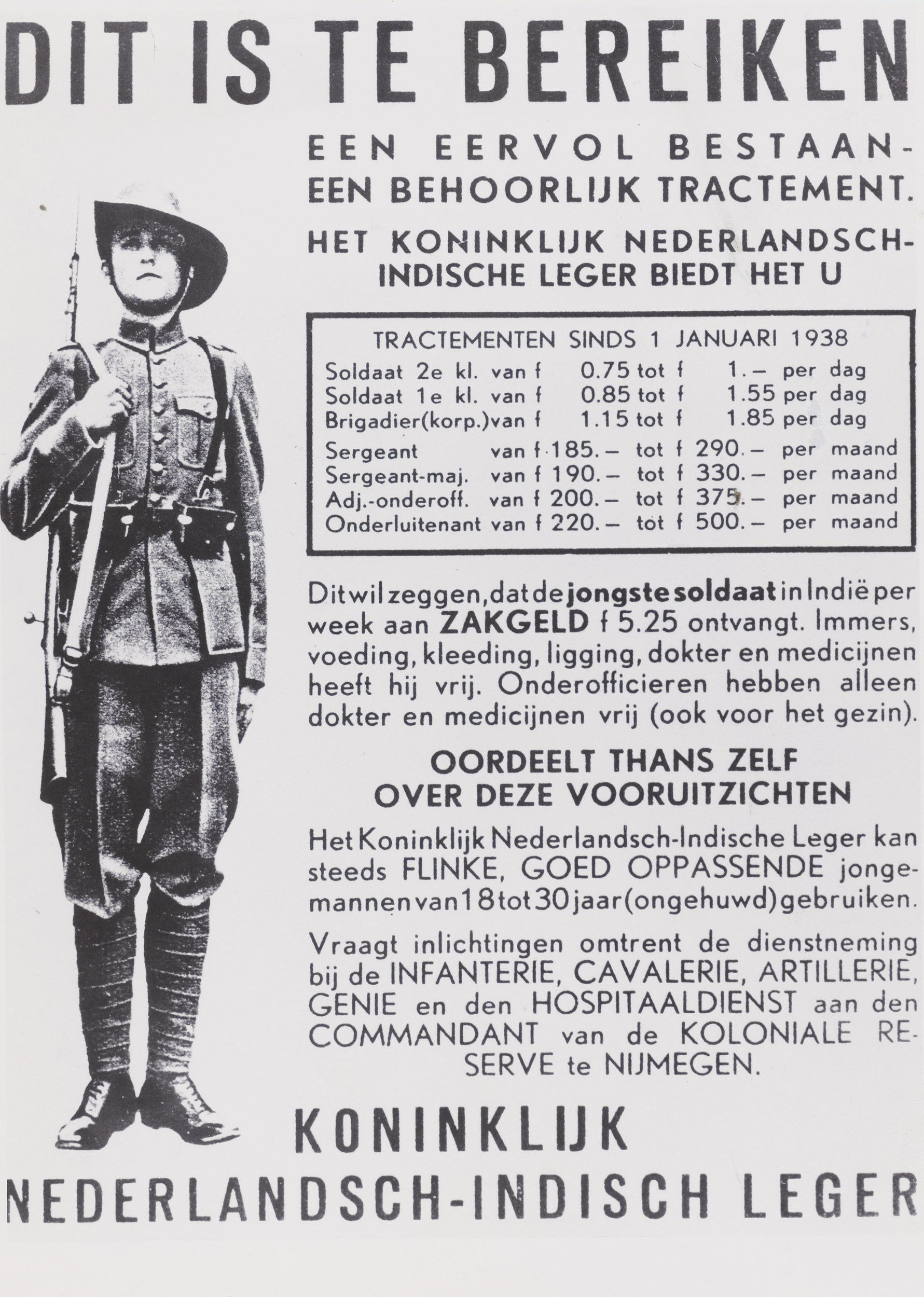
Cartaz de recrutamento para o KNIL. 1938

O Exército Real foi fundado como resultado de um Decreto Real emitido em 14 de setembro de 1814. Esta força não fazia parte do Exército Real Holandês, mas era uma força militar separada, formada especificamente para servir nas Índias Orientais Holandesas.
No século XIX e início do século XX, o KNIL retomou sua conquista do arquipélago indonésio. Depois de 1904, as Índias Orientais Holandesas foram consideradas pacificadas, sem oposição armada em larga escala ao domínio holandês até a Segunda Guerra Mundial, e o KNIL desempenhou um papel principalmente defensivo, protegendo as Índias Orientais Holandesas da possibilidade de invasão estrangeira.
Uma vez que o arquipélago foi considerado pacificado, o KNIL esteve envolvido principalmente em tarefas de vigilância militar. Para garantir um segmento militar europeu considerável no KNIL e reduzir o dispendioso recrutamento na Europa, o governo colonial introduziu o recrutamento para todos os conscritos masculinos residentes na classe jurídica europeia em 1917.
Após a Primeira Guerra Mundial, e com a Holanda com sua política de neutralidade, as tropas coloniais se dedicaram à segurança interna e ao trabalho policial. Com a invasão japonesa, na Segunda Guerra Mundial , o exército colonial era composto em sua maioria (80%) por tropas indígenas e seguidas por holandeses. As tropas coloniais holandesas lutaram contra a invasão japonesa, com a maioria de seus soldados nativos desertando e com os holandeses sobreviventes presos pelos japoneses. Muitos deles não retornariam, devido aos maus-tratos nos campos de prisioneiros japoneses. Apesar disso, muitos conseguiram fugir para a Austrália. Mais tarde, eles lutariam lado a lado com as tropas da Commonwealth e dos EUA na invasão de Papua Nova Guiné e na derrota final do Japão na guerra. Com a derrota do Japão, as colônias foram devolvidas à Holanda, embora o retorno ao antigo sistema colonial não tenha sido bem recebido por muitos indonésios, iniciando uma revolução contra a ocupação holandesa. Finalmente, com a mediação da ONU, a Holanda concedeu a independência à Indonésia em 1949, após quatro anos de guerra civil. As últimas tropas holandesas deixaram o território em 1950, pondo fim ao domínio colonial holandês por mais de 300 anos e também dissolvendo o Exército Real Holandês das Índias Orientais.
O braço de aviação do exército foi formado pela Força Aérea do Exército Real Holandês das Índias Orientais. Eles também estavam estacionados no território e eram elementos da Marinha Real.